# Blood (album In This Moment)
Blood è il quarto album in studio del gruppo statunitense In This Moment. Il 10 maggio 2017 è stato certificato disco d'oro negli Stati Uniti per aver venduto 500 000 copie.

## Tracce
1. Rise With Me – 2:07
2. Blood – 3:27
3. Adrenalize – 4:15
4. Whore – 4:05
5. You're Gonna Listen – 3:43
6. It Is Written – 0:30
7. Burn – 4:44
8. Scarlet – 3:50
9. Aries – 0:41
10. From the Ashes – 4:26
11. Beast Within – 3:49
12. Comanche – 3:17
13. The Blood Legion – 4:29
14. 11:11 – 4:51

iTunes bonus tracks
1. Closer (cover dei Nine Inch Nails)

Japanese bonus track
1. Remember (B-Side from A Star-Crossed Wasteland)

Disco bonus dell'edizione deluxe
1. Blood – 3:53 – Sluggo Remix
2. Adrenalize – 3:55 – Mr. Kane Remix
3. Whore – 4:16 – Nikka Bling Remix
4. The Blood Legion – 4:49 – Mitch Marlow Remix

## Formazione
- Maria Brink – voce, pianoforte
- Chris Howorth – chitarra, cori
- Travis Johnson – basso
- Randy Weitzel – chitarra
- Tom Hane – batteria